# عمارة إسرائيلية
العمارة الإسرائيليّة هي العمارة المنسوبة إلى إسرائيل، والتي تأثرت بطُرُز معماريّة موجودة في الشرق الأوسط قبل تأسيس الدولة العبريّة على أرض فلسطين التاريخيّة عام 1948. لقد كانت هذه العمارة منذ ذلك الحين مُحددّة بالحاجة إلى إسكان المهاجرين اليهود إلى فلسطين، كما كان النمط الخرساني المتمثل بالعمارة الوحشيّة يناسب المناخ بالمنطقة. بالإضافة إلى ذلك، فقد تم استخدام مواد البناء المُستخدمة في فلسطين مثل حجر القدس.
لقد ميّز المؤرخون وعلماء الآثار بين عمارة الشعب الفلسطيني المستمرة منذ آلاف السنين حتى اليوم، وبين العمارة الإسرائيليّة التي ظهرت في ثلاثينات القرن العشرين. حيث وصف الأخيرةَ عالمُ الآثار المُختص بالعمارة الإسلاميّة أندريو بيترسن بأنها عمارة أجنبيّة جلبها مجموعة كبيرة من المهاجرين إلى المنطقة. لقد نشأت العمارة الاسرائيليّة بالاعتماد على نظريّة السور والبرج، والتي تم عرضها لأول مرة في المعرض الدولي للفنون وتكنولوجيا الحياة المعاصرة في باريس عام 1937، وهو ما اُطلق عليه لاحقًا اسم كيبوتس. كما ساهم المهاجرون اليهود أثناء الانتداب البريطاني على فلسطين في إدخال طُرُز غربيّة، كعمارة الباوهاوس. وقد تم وضع بعض تلك الأعمال المعماريّة على قائمة التراث العالمي مثل المدينة البيضاء، حيث تم تشييدها حسب مخطط مدني يعكس مبادئ التنظيم المُدني العضوي العصري.
يُعتبر كل من أرييه شارون، رام كرمي، وموشى صفدي من المعماريين الإسرائيليين الأوائل في فترة خمسينات القرن العشرين. كما يُعد برج شالوم مائير أول ناطحة سحاب يتم تشييدها في إسرائيل، وذلك في عام 1965. في حين تُعتبر أبراج عزرائيلي في تل أبيب الأكثر ارتفاعًا، يليها برج موشيه أفيف في رامات غان.

## عمارة المستوطنات

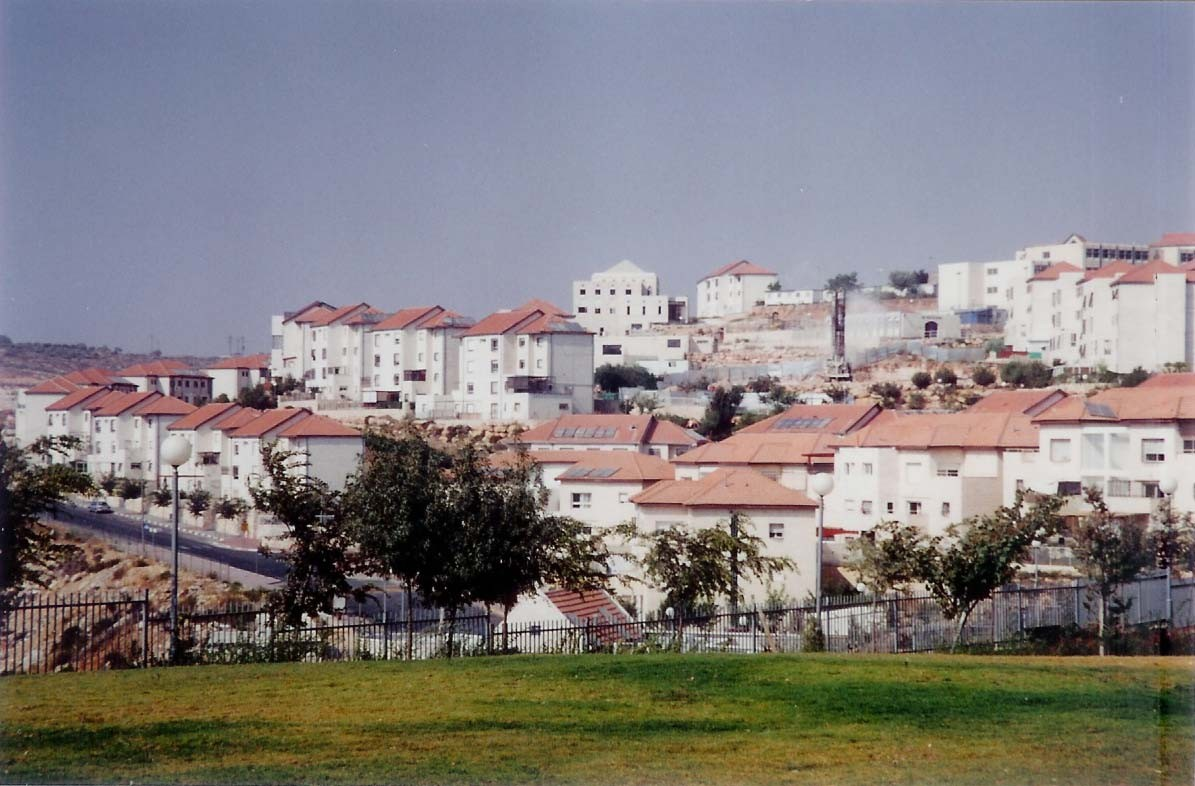
مستوطنة بيتار عيليت جنوب القدس.

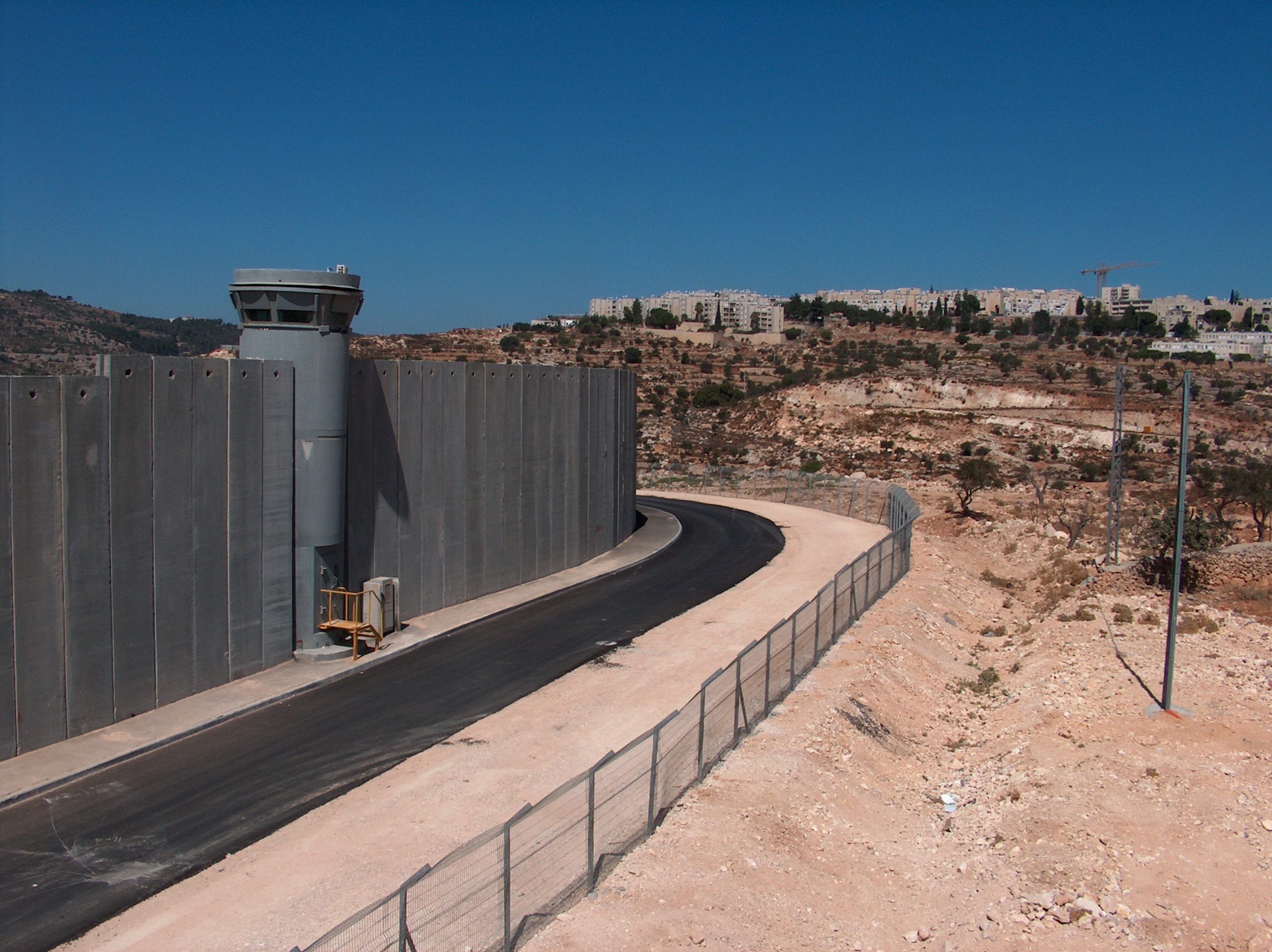
جدار الفصل ومستوطنة إسرائيلية بالأفق.

قامت إسرائيل بتشييد مستوطنات على أراضي الضفة الغربيّة والقدس الشرقيّة وقطاع غزة، وذلك بعد احتلالها في حرب 1967. وهي عبارة عن مجتمعات مُخصَصة لليهود فقط، تتخذ طابع المباني المسوَرة ذات أبراج مُراقبة، وصفها عدد من المعماريّين الإسرائيليّين أنفسهم بأنها أداةٌ احتلالية غير مباشرة، كما أن الأمم المتحدة اعتبرت تشييدها مخالفًا للقانون الدولي، كونها مبنيّة على الأراضي الفلسطينيّة المُحتلَّة. تتراوح أحجام هذه المستوطنات من بؤر تتسع لشخص واحد فقط إلى مدن بأكملها. يُعتبر طراز المنازل المنفصلة الطراز المهيمن على الوحدات الاستيطانيّة هذه، والتي يميّزها استخدام الباطون والحجر والقرميد كمواد بناء رئيسيّة.
يتم بناء المستوطنات بشكل استراتيجي ومدروس يحتل قمم الجبال، لتهيمن على المدن والقرى الفلسطينيّة. ولقد أنشأت إسرائيل طُرقًا التفافيّة لربط مستوطنات القدس الشرقيّة والضفة الغربيّة ببعضها وبالأراضي الإسرائيليّة. وتفصل هذه الطرق الأراضي الفلسطينيّة عن بعضها ويُسمح لليهود فقط باستخدامها. وتتعمد إسرائيل بناء هذه المستوطنات على الأراضي الفلسطينيّة الخصبة والمليئة بالمصادر الطبيعيّة.